# مالكولم هوبر كير
مالكولم هوبر كير (بالإنجليزية: Malcolm Kerr)‏ (8 أكتوبر 1931 - 18 يناير 1984) كان أستاذًا جامعيًا متخصصًا على مستوى الشرق الأوسط والعالم العربي، وقد ولد ونشأ ومات في بيروت بلبنان، شغل منصب رئيس الجامعة الأمريكية في بيروت حتى قُتل على يد مسلحين عام 1984.

## النشأة والتعليم
أمضى كير فترة شبابه في لبنان داخل الحرم الجامعي للجامعة الأمريكية في بيروت أوبالقرب منه حيث درس والديه أربعين سنة، تزوج والديه -إلسا ريكمان وستانلي كير- في مرعش حيث التقيا أثناء قيامهما بإنقاذ النساء والأيتام الأرمن بعد الإبادة الجماعية للأرمن بعد قضية مرعش، بعد ذلك انتقلوا إلى بيروت، وهناك أصبح والده رئيس قسم الكيمياء الحيوية في الجامعة الأميركية في بيروت وكانت والدته عميدة للنساء، وخلال الحرب العالمية الثانية انتقلت العائلة إلى جامعة برينستون في نيو جيرسي، وبعد الحرب عادوا إلى بيروت حيث التحق مالكولم بمدرسة المجتمع الأمريكي في بيروت، وبعد ذلك بوقت قصير عاد مالكولم بمفرده إلى الولايات المتحدة حيث تخرج من المدرسة الثانوية في أكاديمية ديرفيلد في ماساتشوستس.  

حصل على درجة البكالوريوس في عام 1953 من جامعة برينستون حيث درس مع البروفيسور فيليب حتي، تسببت بداية التهاب المفاصل لديه في العودة إلى عائلته في لبنان، حيث التحق ببرنامج الماجستير في الدراسات العربية، وأكمله في عام 1955 في الجامعة الأمريكية في بيروت، هنا التقى زوجته آن زويكر كير التي أنجب منها أربعة أطفال، بدأ عمله في الدكتوراه في واشنطن العاصمة في كلية الدراسات الدولية المتقدمة بجامعة جونز هوبكينز حيث حصل على الدكتوراه في عام 1958، وقد كتبت أطروحته بتوجيه من ماجد خدوري والسير هاملتون غيب.

## دكتور جامعى
بعد الدكتوراه عاد كير للتدريس في الجامعة الأمريكية في بيروت لمدة ثلاث سنوات وأصبح أستاذًا مساعدا في قسم العلوم السياسية في عام 1962، وفي العام نفسه قبل وظيفة مماثلة حيث قام بالتدريس في جامعة كاليفورنيا في لوس أنجلوس، وهناك أصبح أستاذاً كاملاً حيث تم تعيينه رئيسًا لقسم العلوم السياسية ثم عميدًا لقسم العلوم الاجتماعية (1973-1976).  

في عام 1959 تم نشر أول كتاب له خرج من أطروحة سيده: لبنان في السنوات الأخيرة من الإقطاع، وبعد ذلك في جامعة أكسفورد عمل بعد الدكتوراه لمدة عام مع البروفيسور ألبرت حوراني، وفي أثناء وجوده في جامعة أكسفورد قام غوستاف فون جرونيبوم بتعيين كير في منصب تدريس في جامعة كاليفورنيا في لوس أنجلوس وبذلك نضجت مسيرته على مدار عشرين عامًا من التدريس في لوس أنجلوس من عام 1962 حتى عام 1982.

عاد كير وعائلته في كثير من الأحيان إلى بيروت خلال الإجازات والاستراحات من جامعة كاليفورنيا، وفي 1964-1965 أرسلته منحة أكاديمية إلى القاهرة حيث عمل على كتابه الأكثر شهرة «الحرب الباردة العربية» الذي نشر في عام 1965، وفي العام التالي نشر «الإصلاح الإسلامي» وهو إعادة صياغة رسالة الدكتوراه، وبعد الحرب العربية الإسرائيلية عام 1967 شعر كير بتغيير جذري نحو الأسوأ في لهجة السياسة العربية التي أصبحت قاسية ومريرة، وفي 1970-1971 قبل منحة أكاديمية لفرنسا وشمال أفريقيا وعمل على الطبعة الثالثة من «الحرب الباردة العربية»، وقد شغل كير منصب رئيس جمعية دراسات الشرق الأوسط في عام 1972، بعد ذلك تم منح جائزة من جمعية دراسات الشرق الأوسط على شرفه. 
 كانت منحته الدراسية صريحة وصادقة إلى حد جعله في بعض الأحيان في ورطة، في حين كان يُعتقد في كثير من الأحيان أنه «مؤيد للعرب» في الكتابة عن الصراع العربي الإسرائيلي إلا أنه يمكن أن ينتقد العرب كما كان ينتقد الإسرائيليين؛ حيث تحدث عن الحقيقة كما يراها وكان ملتزمًا بقضية السلام العربي الإسرائيلي وبناء التفاهم بين العالم العربي والغرب. 
 أدت الحرب الأهلية اللبنانية (1975-1990) والتي غلبت الحياة في بيروت في أغلب الأحيان إلى قطع الرحلات السنوية لعائلة كير، وتبعًا لذلك فإنه في عام 1976-1977 كان كير مرة أخرى في مصر وكان بمثابة «أستاذ زائر متميز» في الجامعة الأمريكية في القاهرة، وفي النهاية حشد منحة من مؤسسة فورد لتمويل مشروع مشترك بين مركز فون جرونايب في جامعة كاليفورنيا في لوس أنجلوس (والذي ترأسه بعد ذلك) والدراسات الإستراتيجية لمؤسسة الأهرام في مصر، عاد إلى القاهرة في عام 1979حيث قام بتحرير نتائج هذا الجهد الأكاديمي المصري الأمريكي المشترك وهو كتاب «الدول الغنية والفقيرة في الشرق الأوسط».  

## رئيس الجامعة الأميركية في بيروت
عُرضت رئاسة الجامعة الأمريكية في بيروت على كير عام 1982، وعلى الرغم من أن الحرب الأهلية كانت لا تزال تخوض معارك عنيفة في بعض الأحيان مع خروج منظمة التحرير الفلسطينية في الآونة الأخيرة فإن الكفاح المدني اللبناني من أجل التغيير الداخلي كان مجهودًا أكثر تركيزًا حيث شجع الأمل في الحل، وقبل هذا المنصب شغل منصب رئيس الجمهورية لمدة سبعة عشر شهراً، حيث عين رئيسًا في مارس اعتبارًا من 1 يوليو وقد جعله الغزو الإسرائيلي للبنان واحتلاله بيروت يعمل أولاً من مكتب نيويورك، وصل إلى مكتب كوليج هول في الجامعة في سبتمبر 1982.

## وفاته
في 18 يناير 1984 قُتل كير برصاص اثنين من المسلحين خارج مكتبه حيث كان عمره وقتها 52 عامًا، وبعد سنوات لا تزال المعلومات المتعلقة باغتيالات كير ودوافعهم غير مؤكدة لكن أحد الجهاديين الإسلاميين كان مُدانًا بقتله.
ظهرت أنباء عن وفاته المفاجئة والتي كانت حدثا مأساويا آخر أثناء الحرب الأهلية في وسائل الإعلام في جميع أنحاء العالم.

## حياته الشخصية
أنجب كير أربعة أطفال: سوزان وجون وستيف وأندرو، ستيف كير هو لاعب سابق في الدوري الاميركي للمحترفين ومذيع ومدير عام، وأيضًا المدرب الحالي لجولدن ستايت ووريورز.

## منشورات مختارة
- مالكولم هوبر كير، لبنان في السنوات الأخيرة من الإقطاع 1840-1868، رواية معاصرة للكاتب أنطون ضاهر العقيقي (الجامعة الأمريكية في بيروت 1959)
- مالكولم هوبر كير، الحرب الباردة العربية، جميل عبد النصر ومنافسوه 1958-1970 (جامعة أوكسفورد 1965، طبعة ثلاثية الأبعاد 1975)
- مالكولم هوبر كير، الإصلاح الإسلامي، النظريات السياسية والقانونية لمحمد عبده ورشيد رضا (جامعة برينستون 1966)
- مالكولم هوبر كير، السلام بعيد المنال في الشرق الأوسط (جامعة ولاية نيويورك 1975)
- أبراهام بيكر وبنت هدسون ومالكولم هوبر كير، محرري الاقتصاد والسياسة في الشرق الأوسط (نيويورك: إلسفير 1975)
- مالكولم كير والسيد ياسين، محرران، الدول الغنية والفقيرة في الشرق الأوسط، مصر والنظام العربي الجديد (Westview 1982)
- سمير سيكالي ورمزي بعلبكي، محرران، السعي للتفاهم، الدراسات العربية والإسلامية على شرف مالكولم كير (الجامعة الأمريكية في بيروت 1991)

## طالع أيضًا
- الجامعة الأمريكية في بيروت